# Sanktuarium Matki Bożej Bolesnej w Jarosławiu
Bazylika Matki Bożej Bolesnej i klasztor dominikanów – zabytkowy kościół rzymskokatolicki znajdujący się przy ul. Dominikańskiej 25 w Jarosławiu. Przy klasztorze funkcjonuje parafia. Obowiązki duszpasterskie pełnią od roku 1777 oo. dominikanie.

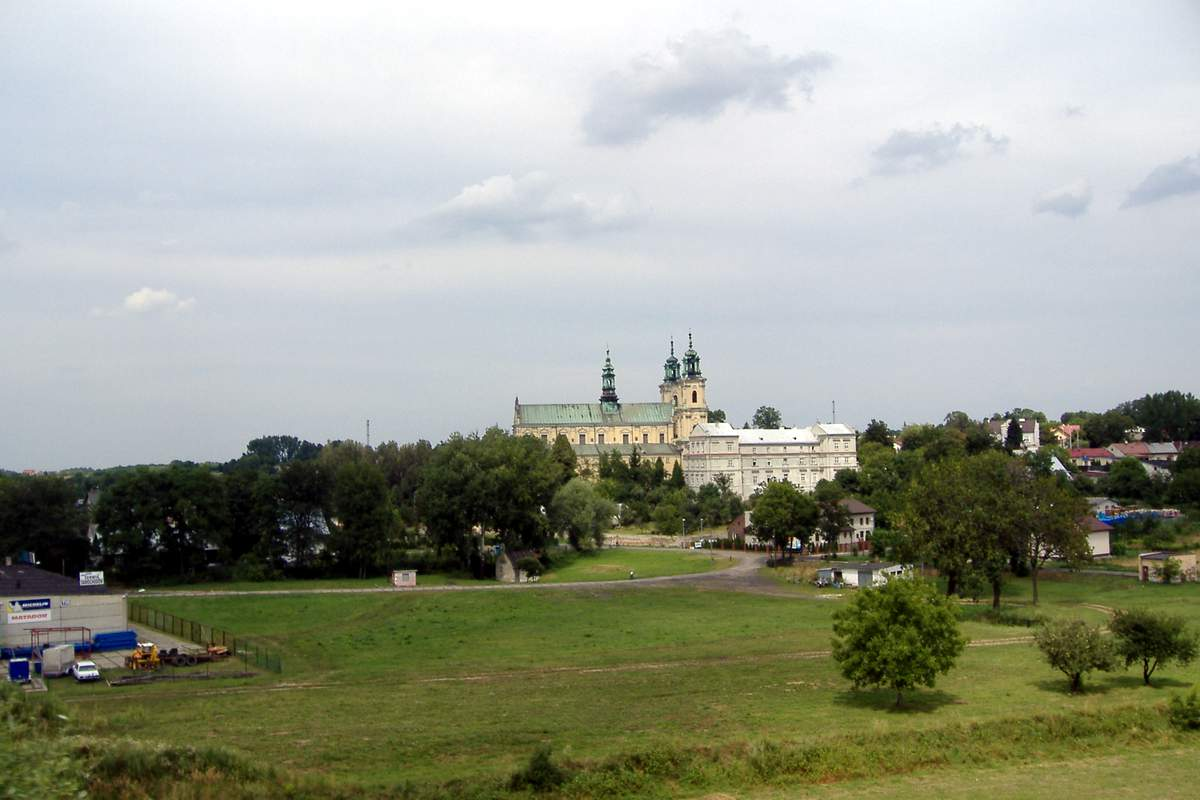
Kościół i klasztor Dominikanów – widok od południa

## Historia kościoła

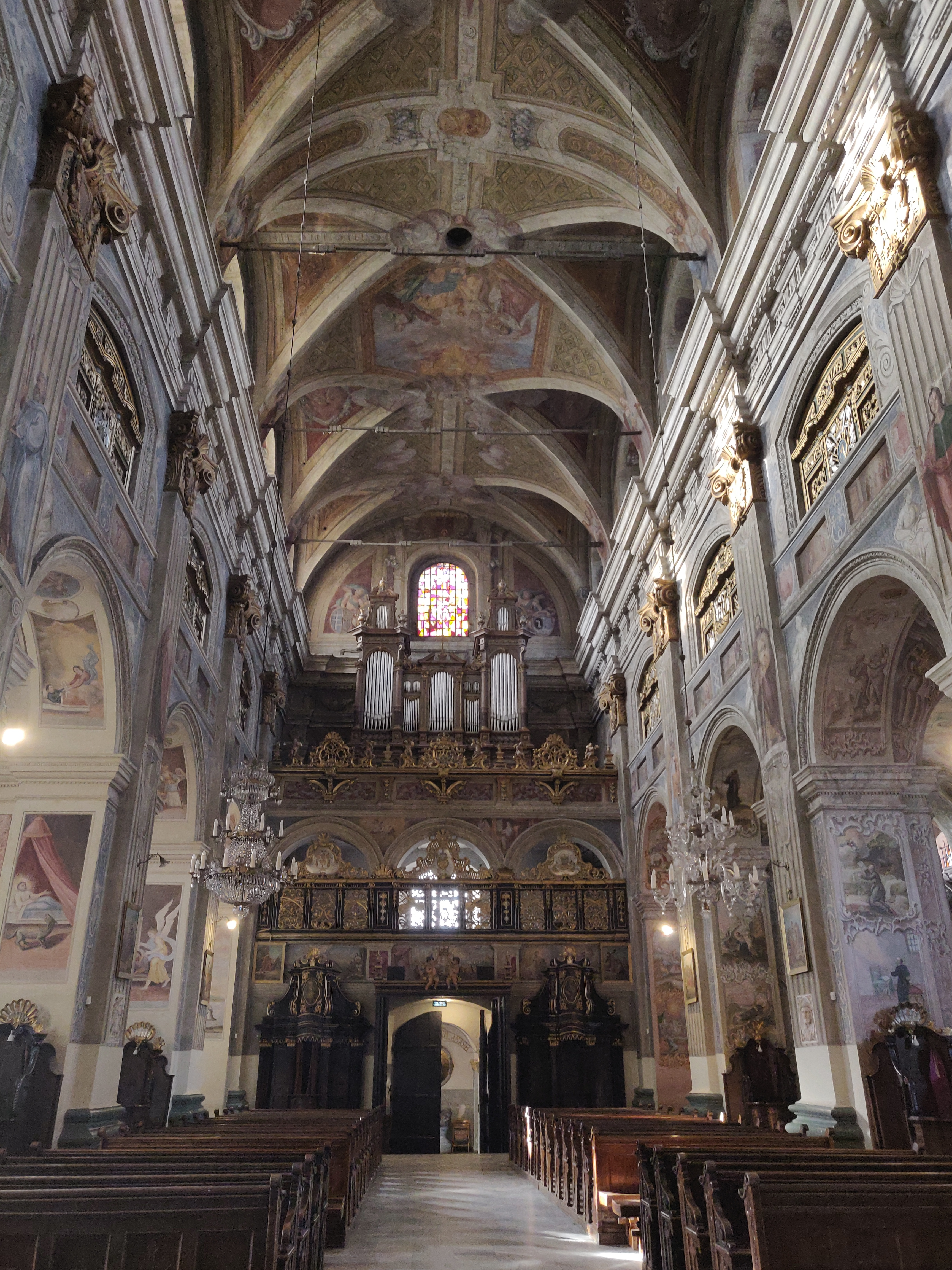
Wnętrze bazyliki

### Legenda
Kościół jest miejscem związanym z legendą o cudownym pojawieniu się na polnej gruszy wizerunku Piety. Jarosław był wtedy małym miastem mieszczącym się w obrębie murów miejskich. Trzy drogi, biegnące na północ, południe i zachód, otwierały go na ówczesny świat. Przy jednej z tych dróg, biegnącej w kierunku Krakowa, w sporej odległości od miasta, 20 sierpnia 1381 grupa pasterzy znalazła figurę Matki Boskiej trzymającej na rękach ciało zmarłego Chrystusa.
Prosta figura wykonana przez nieznanego autora z drewna polnej gruszy zadziwiła pasterzy. Nie zastanawiając się długo zabrali ją i przenieśli do kościoła parafialnego w Jarosławiu. Jednak – jak podaje tradycja – w nocy, ku zdumieniu wszystkich, figura powróciła na miejsce skąd zabrali ją pasterze. Dla wszystkich był to znak, że tam ma pozostać.
Na „wzgórzu pobożności” – jak nazwano to miejsce – zbudowano drewnianą kapliczkę, w której umieszczono figurę Matki Bożej, zapewne już wówczas nazwanej Bolesną. Stała się ona celem licznych pielgrzymek, według tradycji modliła się tu m.in. królowa Jadwiga przed legendarną bitwą pod Stubnem w 1387. Liczni pielgrzymi mieli doświadczać tutaj wielu cudów zdziałanych przez wstawiennictwo Matki Bożej.

### Kościół
W 1421 na miejscu drewnianej kapliczki stanął murowany kościółek gotycki. W 1629 przekazany został jezuitom, którzy przy kościele zbudowali kolegium zamiejskie z nowicjatem i przenieśli tam również nauczanie muzyki. Jezuici przebywali tutaj do momentu skasowania ich zakonu przez papieża Klemensa XIV w 1773. Cztery lata później przybyli oo. dominikanie (sprowadzeni z Bochni po pożarze ich klasztoru i kościoła), którzy prowadzą działalność duszpasterską do chwili obecnej.
Obecny kościół powstawał etapami. W latach 1698–1709 wzniesiono nawę z kaplicami, a w latach 1709–1713 prezbiterium, zakrystię i kruchty. Fasada parawanowa z wieżami i obejście wokół prezbiterium ukończone zostały pomiędzy latami 1743–1768, według projektu architekta Pawła Giżyckiego.
Latem 1939 matka wicepremiera Eugeniusza Kwiatkowskiego złożyła w kościele jako wotum otrzymany wcześniej Złoty Krzyż Zasługi.
W 1966 kościół otrzymał miano bazyliki mniejszej. W 1970 utworzono parafię.
W 2005 r. parafia przeżywała jubileusz 250-lecia koronacji cudownej Piety z udziałem m.in. kardynała Stanisława Nagyiego z Krakowa oraz metropolity przemyskiego arcybiskupa Józefa Michalika. Przez kilka dni w sierpniu 2011 r. celebrowano uroczysty jubileusz 630-lecia znalezienia i obecności figury Matki Bożej Bolesnej z udziałem m.in. arcybiskupa Tadeusza Gocłowskiego z Gdańska oraz kardynała Henryka Gulbinowicza z Wrocławia. 16 października 2010 r. do bazyliki uroczyście wprowadzono relikwie św. Jana Pawła II. Instalacji relikwii dokonał kard. Stanisław Dziwisz, metropolita krakowski. Relikwie zostały umieszczone w ołtarzu Relikwii św.

## Grupy i duszpasterstwa przy bazylice M.B. Bolesnej
- Dominikańskie Duszpasterstwo Młodzieży „Baszta”,
- Stowarzyszenie Rodzin Katolickich,
- III zakon św. Dominika – fraternia Matki Bożej Bolesnej,
- ministranci,
- Arybractwo Straży Honorowej Serca Pana Jezusa,
- BOS (Bank Otwartych Serc),
- Chorążanki i bielanki
- grupa biblijno-dyskusyjna „Tymoteusz”.
- Oaza dorosłych
- Schola Dominikańska
- Wolontariat osób niepełnosprawnych
- Grupa Sykomora
- Stowarzyszenia „Muzyka Dawna”
- Wspólnota Sychem

## Przeorowie klasztoru
| Lata      | Przeorowie klasztoru       | Uwagi |
| --------- | -------------------------- | --- |
|           |                            | |
| 1777–1781 | Jan Ewangelista Prochaska  | |
| 1781–1783 | Wiktor Gartner             | |
| 1783–1808 | Bazyli Kędzierski          | |
| 1808–1810 | Albert Borowicz            | |
| 1810–1812 | Grzegorz Jędrzejewski      | |
| 1812–1815 | Chryzostom Dębski          | |
| 1815–1819 | Augustyn Życiński          | |
| 1819–1822 | Justyn Łykowski            | |
| 1822–1823 | Mateusz Żmurczyński        | |
| 1823–1828 | Jakub Grocholski           | |
| 1828–1830 | Chryzostom Dębski          | po raz drugi |
| 1830–1832 | Hipolit Przesłowski        | |
| 1832–1834 | Kajetan Pawłowski          | |
| 1834–1836 | Benedykt Panek             | |
| 1836–1840 | Albert Smarzewski          | |
| 1840–1844 | Klemens Krupiński          | |
| 1844–1846 | Ambroży Waiss              | |
| 1846–1855 | Jakub Grocholski           | po raz drugi |
| 1855–1861 | Dalmacy Ufryjewicz         | |
| 1861–1864 | Donat Piątkowski           | |
| 1864–1867 | Aleksander Mozołowski      | |
| 1867–1870 | Nikodem Glas               | |
| 1870–1873 | Fabian Webelun             | |
| 1873–1880 | Jan Konstantyn Skałuba     | |
| 1880–1884 | Andrzej Górnisiewicz       | |
| 1884–1890 | Jakub Maria Patlewicz      | |
| 1890–1896 | Wincenty Maria Podlewski   | Pamiętany za duży wkład w odnowienie świątyni oraz życia religijnego. |
| 1896–1897 | Jacek Majewski             | |
| 1897–1907 | Wincenty Maria Podlewski   | po raz drugi |
| 1907–1910 | Stanisław Markiewicz       | |
| 1910–1911 | Tomasz Kosior              | |
| 1911      | Florian Bielat             | |
| 1911–1914 | Dominik Krzanowicz         | |
| 1914–1915 | Tomasz Szpunarowicz        | |
| 1915–1916 | Reginald Jadowski          | |
| 1916–1918 | Stanisław Markiewicz       | po raz drugi |
| 1918–1919 | Dominik Kuźnik             | |
| 1919–1921 | Augustyn Peczek            | |
| 1921–1923 | Gabriel Matysiak           | |
| 1923–1925 | Marcin Stręciwlik          | |
| 1925–1930 | Ambroży Komasa             | |
| 1930–1933 | Justyn Spyrłak             | |
| 1933–1937 | Cyryl Markiewicz           | |
| 1937–1938 | Łucjan Józef Wołek         | |
| 1938–1939 | Henryk Jakubiec            | (1917). Prowincjał dominikanów i przeor konwentu w 1938–1939. W 1939 został aresztowany przez Niemców. |
| 1940–1943 | Andrzej Gmurowski          | |
| 1943–1946 | Łucjan Józef Wołek         | po raz drugi |
| 1946–1949 | Edmund Sochacki            | |
| 1949–1950 | Marian Łanocha             | |
| 1950–1958 | Rajmund Góra               | |
| 1958–1962 | Marek Kras                 | |
| 1962–1967 | Emil Nowak                 | |
| 1967–1969 | Stanisław Dobecki          | |
| 1969–1972 | Urban Mieczysław Szeremet  | |
| 1972–1981 | Emil Nowak                 | po raz drugi |
| 1981–1984 | Bogusław Golak             | |
| 1984–1987 | Emil Nowak                 | po raz trzeci |
| 1987–1990 | Eugeniusz Wawrzyniec Wawro | |
| 1990–1993 | Stanisław Repetowski       | |
| 1993–1999 | Jakub Kruczek              | (1962). Działacz na rzecz dzieci i młodzieży z rodzin ubogich i zagrożonych, twórca przyklasztornej kawiarenki oraz świetlicy, laureat honorowej nagrody burmistrza Jarosławia (1998). |
| 1999–2005 | Dariusz Kantypowicz        | (1937). Proboszcz parafii w latach 1993–2005. Syndyk prowincji dominikanów. |
| 2005–2007 | Jakub Kruczek              | Po raz 2. W latach 1999–2005 przeor w Krakowie, od maja 2005 ponownie przeor jarosławskiego klasztoru, od czerwca 2005 proboszcz parafii. |
| 2007–2013 | Jacek Skupień              | święcenia kapłańskie przyjął 3 czerwca 2000 r. w Krakowie, przeor konwentu od 22 lutego 2007 r. |
| 2013–2014 | Lucjan Sobkowicz           | W Jarosławiu od 2008 r. W jarosławskim klasztorze pełnił funkcję subprzeora klasztoru, ekonoma i wikariusza parafii. Za jego kadencji Marii spadły dwie korony do misy ołtarzowej. W 2021 roku pracuje w Kapelanii Klasztoru Sióstr Dominikanek.                                                                     |
| 2014–2017 | Józef Zborzil              | |
| 2017–2023 | Jacek Skupień              | po raz drugi |
| od 2023   | Marek Grubka               | Przez lata mieszkał i pracował w klasztorze St. Saviour’s w Dublinie i w Sandomierzu, gdzie był dyrektorem Winnicy św. Jakuba oraz duszpasterzem grupy biblijnej, odpowiedzialny za prace archeologiczne i remonty. Przybył z Jamnej, gdzie był twórcą winnicy oraz odprawiał mszę św. w tradycyjnym rycie rzymskim. |
|           |                            | |